# Pristomyrmex divisus
Pristomyrmex divisus é uma espécie de formiga do gênero Pristomyrmex, pertencente à subfamília Myrmicinae.